# Astèrix el gal (àlbum)
Astèrix el Gal (francès: Astérix le Gaulois) és el primer àlbum de la sèrie Astèrix el gal, amb guió de René Goscinny i dibuix d'Albert Uderzo. Va ser publicat en francès serialitzat a la col·lecció Pilote entre 1959 i 1960 i en àlbum el 1961. El 2010 se'n va fer una edició remasteritzada.

## Sinopsi
El centurió Caius Bonus, cap de la guarnició de Petibónum, està decidit a esbrinar el secret de la força extraordinària dels gals, i fa raptar al druida Panoràmix perquè li doni el secret de la poció màgica i així poder arribar a ser emperador. Astèrix va al campament per rescatar Panoràmix; i entre tots dos fan anar de corcoll la guarnició romana.

## Comentaris
- Els dibuixos difereixen molt del que es veurà a la resta de la sèrie, sent encara molt estirats. Els mateixos Astèrix i Panoràmix van modificant-se durant l'àlbum.
- Juli Cèsar fa un canvi absolut en les seves dues aparicions, a l'inici i al final de l'àlbum (a les darreres pàgines ja apareix com la caricatura del personatge real que anirà apareixent a la resta d'àlbums)
- Aquest àlbum també estableix la convenció que tots els noms gals acaben en –ix, mentre que els noms romans masculins acaben en –us.
- L'aventura és protagonitzada per Astèrix i Panoràmix, mentre que Obèlix té un paper totalment secundari.
- La poció que fa créixer el cabell, així com l'antídot, és una de les poques que prepara Panoràmix en tota la sèrie, diferent a la Poció Màgica.
- Obèlix apareix portant una destral al cinturó (p. 5), sent l'única vegada que la porta en tota la sèrie.
- El ferrer Esautomàtix fa la seva primera aparició, tot i que la seva imatge és completament diferent a la definitiva. Treballa el metall amb els punys (posteriorment ho fa amb un martell)
- El bard Assegurançatòrix usa diversos instruments (un violó i una gaita), però mai la lira. A més, se'l permet cantar al poblat (p. 19), tot i que també el defugen quan vol fer-ho (p. 10). En el banquet final, està assegut a taula cantant (encara que els seus companys no es mostren gaire contents). En els àlbums posteriors es crearà un gag consistent en què sempre està lluny de la taula i lligat perquè no pugui cantar.
- Panoràmix viu a fora del poble, en una cova (en àlbums posteriors disposa d'una cabana al poblat). També s'ajuda d'un bastó per caminar.
- Segons explica Panoràmix, la fórmula de la Poció Màgica es perd en la nit dels temps, sent transmesa de boca a oïda de druida; i només dobla les forces del consumidor. En àlbums posteriors ell apareix com el creador de la fórmula i aquesta dona forces sobrehumanes.
- Els gals consumeixen la Poció Màgica regularment, i no quan s'han d'enfrontar a un perill o al combat, com en àlbums posteriors. La preparació de la poció és vista com un succés, amb Astèrix pregonant-ho i el poble mirant com Panoràmix treballa.
- Els legionaris fan servir la cuirassa coneguda com a lorica segmentata, pròpia de l'època imperial; mentre que en l'època de Juli Cèsar es feia servir la lorica hamata, una cota de malla. A més, els legionaris anaven armats amb pílums (una mena de javelina), en lloc de llances.
- La història comença amb la rendició de Vercingetòrix, llançant les armes als peus de Cèsar (paròdia d'una famosa pintura neoclàssica francesa). Aquest mateix episodi també apareix a l'inici de L'escut arvern, on es representa la seva rendició davant Cèsar, encara altiu, i finalment, a "La residència dels déus", totalment derrotat i als peus de Cèsar.
- La pàgina 35 de l'àlbum va ser redibuixada per Marcel Uderzo, germà d'Albert, el 1970, car l'original s'havia perdut. Aquest és el motiu pel qual hi ha diferències en l'estil de dibuix.[1][2]

## Adaptacions
El desembre de 1960, el segell Festival va publicar un disc de 33 RPM, adaptat i produït per Jacques Garnier. Aquesta gravació cobreix la telenovel·la radiofònica que s'emet tots els dijous al vespre a Radio Luxembourg al programa Pilote. L'actor Guy Piérauld presta la seva veu al personatge d'Astèrix, mentre que el d'Obélix és interpretat per Albert Augier. El 1967, el llibre va ser adaptat a un llargmetratge per Ray Goossens, i va ser produït per Belvision i Dargaud Films, amb el mateix títol Astèrix el gal. L'any 1999, determinats aspectes del llibre van ser utilitzats en el guió de la pel·lícula Astèrix i Obèlix contra Cèsar.